# General Motors Building
Das General Motors Building, kurz GM Building, ist ein Wolkenkratzer in Manhattan in New York City. Das Bürogebäude wurde an der Stelle des zuvor abgerissenen Savoy-Plaza Hotel errichtet und nach seinem ehemaligen Eigentümer, dem Automobilhersteller General Motors, benannt.

## Beschreibung

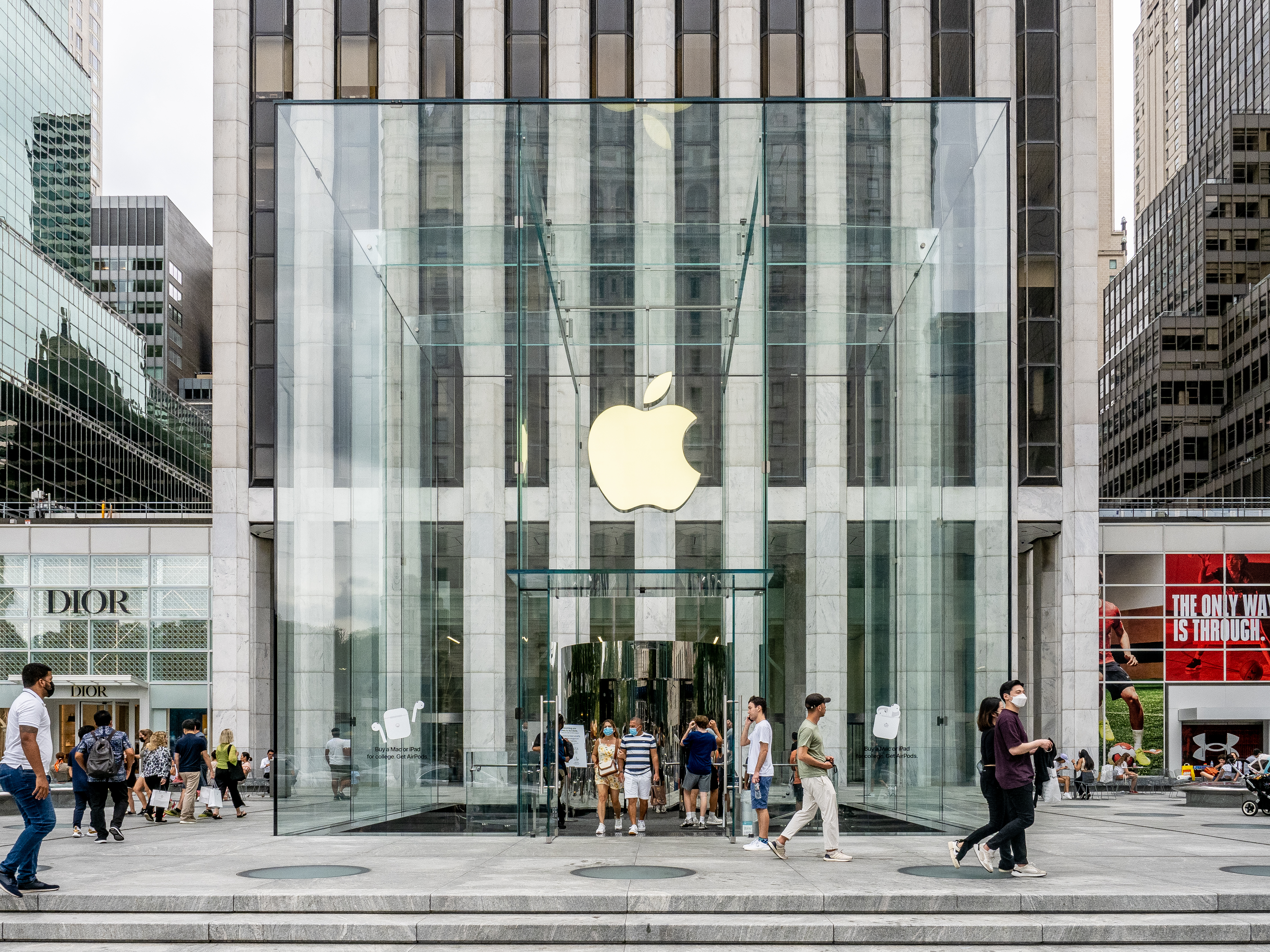
Der Kubus des Apple Stores vor dem General Motors Building

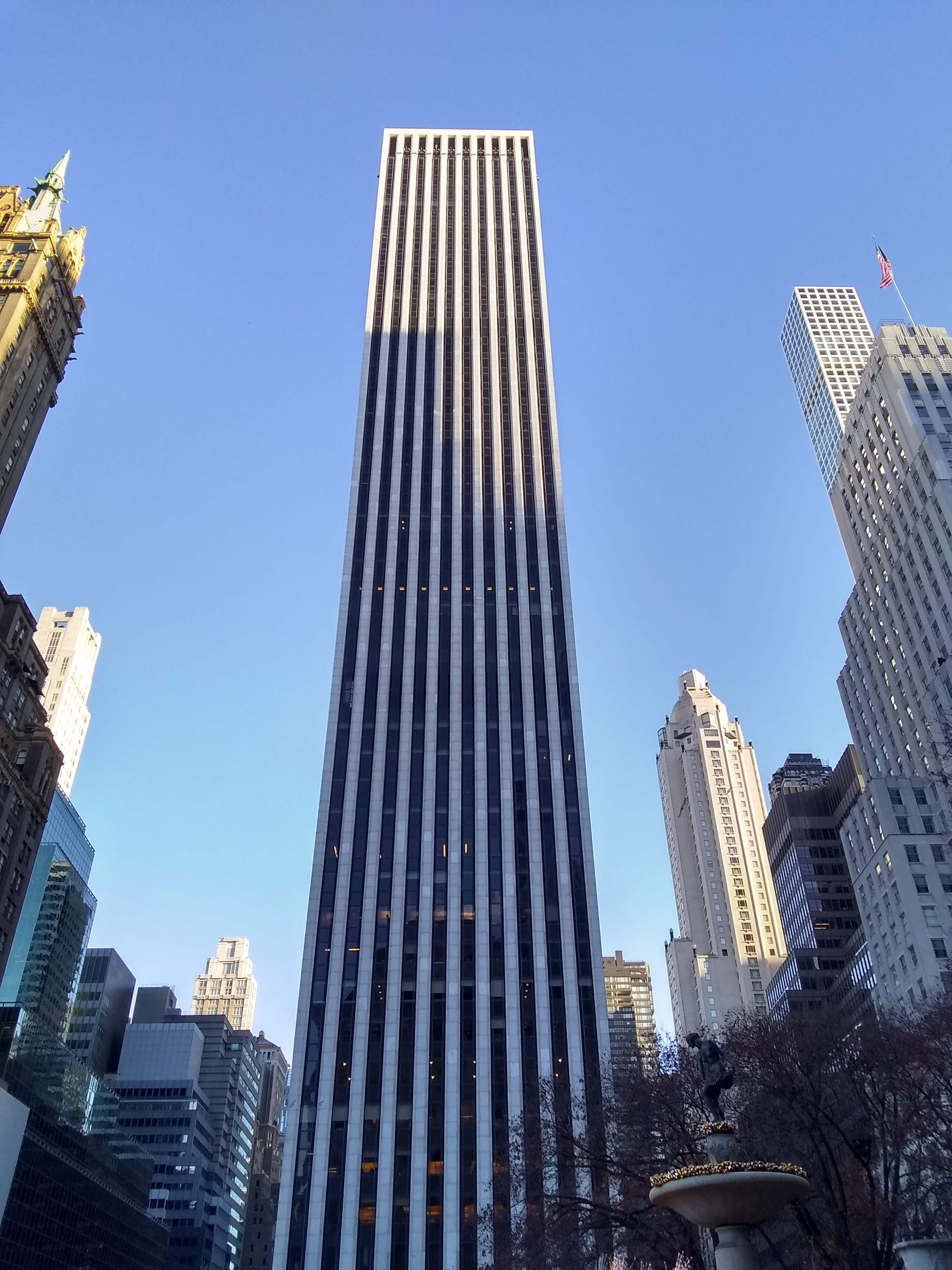
Blick von der Grand Army Plaza 2020

Das General Motors Building befindet sich an der Fifth Avenue in Midtown Manhattan nahe der Südostecke vom Central Park und nimmt dabei einen ganzen Block zwischen der Fifth und Madison Avenue sowie 58th und 59th Street ein. Gegenüber liegen die Grand Army Plaza und dahinter das Hotel The Plaza. Benachbarte Gebäude sind das Hotel The Sherry-Netherland nördlich und 745 Fifth Avenue (Bergdorf Goodman) südlich.
Der Wolkenkratzer wurde im internationalen Stil von Edward Durell Stone & Associates mit Beteiligung von Emery Roth & Sons entworfen und von 1964 bis 1968 erbaut. Er hat 50 Etagen und ist 214,90 Meter (705 Fuß) hoch, Das Bauwerk wird nahezu ausschließlich für Büroräume in Anspruch genommen, lediglich einzelne Etagen sind technischen Einrichtungen wie beispielsweise Aufzugsanlagen vorbehalten. Einen öffentlichen Zugang zum Gebäude gibt es nicht.
Der Grundriss des Hauses besteht aus einem Rechteck, das vom Erdgeschoss bis zum Flachdach reicht. Die tragenden Elemente sowohl im Kern als auch der Fassade bestehen aus Stahl. Die Fassade wurde mit Glas und Aluminium verkleidet, was dem Gebäude seinen hellsilbernen Farbton verleiht. Die Bauweise des Gebäudes einschließlich der Fassade ähnelt damit architektonisch dem früheren World Trade Center, bei dessen Bau ebenfalls Emery Roth & Sons involviert waren. Das Gebäude wird auf drei Seiten außer an der Fifth von Flachbauten umschlossen, in denen sich Einzelhandelsgeschäfte befinden, darunter Dior, Under Armour und Balenciaga. An der Fifth Avenue liegt vor dem General Motors Building ein großer öffentlicher Platz mit Bepflanzung und Sitzgelegenheiten, in dessen Mitte sich ein gläserner Kubus als Eingang zu einem unterirdischen Apple-Store befindet.
General Motors hatte das Gebäude 1982 verkauft, blieb aber bis 2012 mit einer kleinen Belegschaft Mieter. Einer der nachfolgenden Besitzer war die Macklowe Organization, die das Gebäude 2003 für 1,4 Milliarden Dollar erwarb. Sie ließ den Büroturm für 150 Millionen US-Dollar renovieren und schuf den neuen Vorplatz mit dem Apple-Store, der 2006 eröffnete. Macklowedie verkaufte das GM-Gebäude im Mai 2008 für geschätzte 2,8 Milliarden US-Dollar an ein Joint Venture zwischen Boston Properties (BXP), dem  US Real Estate Opportunities I, L.P. (Goldman Sachs) und Meraas Capital (Dubai). 2013 beteiligten sich das chinesische Zhang Xin und das Unternehmen Safra Group aus Brasilien zu 40 Prozent an dem Gebäude; es wurde damit mit einem Wert von 3,4 Milliarden US-Dollar zum wertvollsten Gebäude der USA. Mit Stand 2022 ist der Eigentümer das Joint Venture unter Führung des Mehrheitseigentümers Boston Properties.